# Earl Grey
Pour le titre de la pairie du Royaume-Uni, voir Comte Grey
Pour les articles homonymes, voir Grey.
 (janvier 2017).
Si vous disposez d'ouvrages ou d'articles de référence ou si vous connaissez des sites web de qualité traitant du thème abordé ici, merci de compléter l'article en donnant les références utiles à sa vérifiabilité et en les liant à la section « Notes et références ».
L'Earl Grey est un mélange de thé noir aromatisé à l'huile essentielle de bergamote. On trouve également des versions de thé vert, d'Oolong ou même de thé blanc.

## Histoire
Le comte Charles Grey (1764-1845), 2e comte Grey (en anglais : Earl Grey), aurait rapporté la recette d'un voyage diplomatique en Chine et l'aurait offerte à la maison de thé Jacksons of Piccadilly (en), qui aurait donné le nom d'Earl Grey au nouveau mélange en guise de remerciement.
En réalité, l'Earl Grey est fabriqué à base de thé noir indien et srilankais, les Chinois n'ayant jamais été de grands consommateurs de thé noir. Quant à Charles Grey, il n'a jamais mis les pieds en Chine.
Une autre légende raconte que Charles Grey aurait un jour reçu un fruit de bergamote et, ne sachant comment l'utiliser, en aurait coupé un morceau qu'il aurait mis dans la tasse de thé qu'il était en train de boire.
Twinings commercialisa le premier « Earl Grey's tea » sur le marché britannique. Le mélange de Twinings contient du thé de Chine, du Darjeeling, du thé de Ceylan ainsi qu'une petite quantité de Lapsang souchong, un thé noir fumé et corsé.
Jacksons of Piccadilly (en) revendique également la paternité du Earl Grey et affirme avoir reçu la recette en 1830 de la part du comte. La rivalité entre les deux maisons se poursuit bien qu'elles soient aujourd'hui liées à la même maison mère.

## Variantes

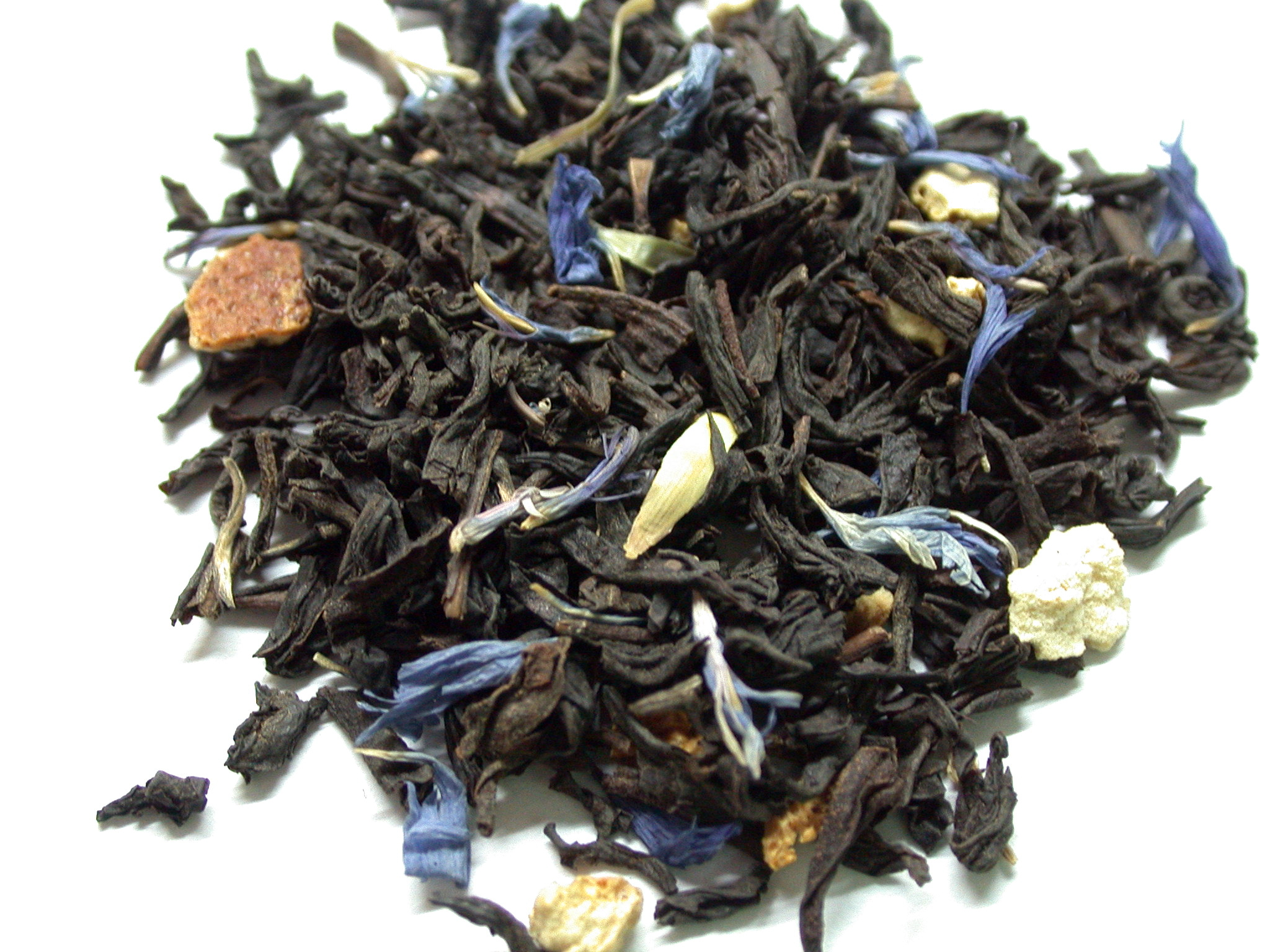
Feuilles de Lady Grey.

Il existe de nombreuses variantes de la recette principale du thé :
- Lady Grey avec des zestes d'orange et de citron comme le Citrus Lady Grey qui doit son arôme aux oranges de Séville (bigaradiers).
- Lavender Lady Grey à la lavande ;
- French Early Grey avec des pétales de rose ;
- London Fog est un mélange de Earl Grey avec du lait et du sirop de vanille[2] ;
- Russian Earl Grey avec des ingrédients comme les zestes de citron et la citronnelle en plus des traditionnels bergamote et thé noir ;
- Earl Green ou Earl Grey Green selon les marques, avec du thé vert en lieu et place du thé noir. Selon la même logique, le Earl Grey White remplace le thé noir par le thé blanc ;
- Blue of London avec un thé noir du Yunnan et de la bergamote.

## Galerie

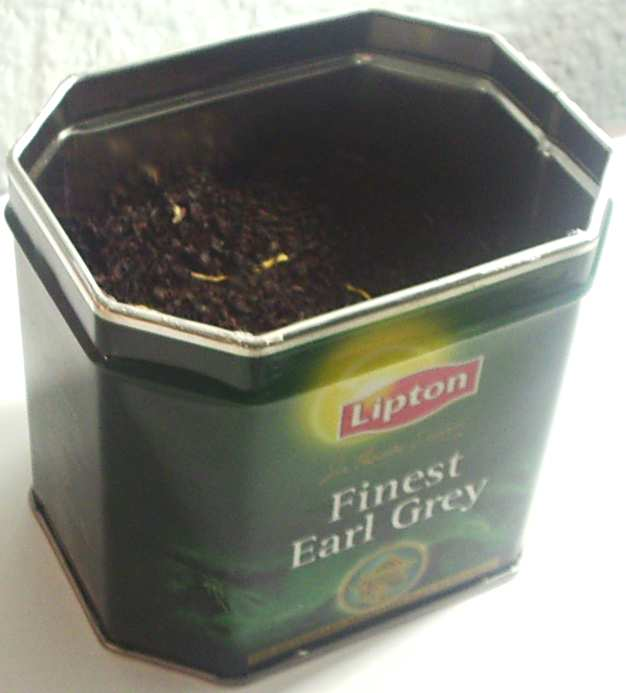
Boîte de la maison Lipton.
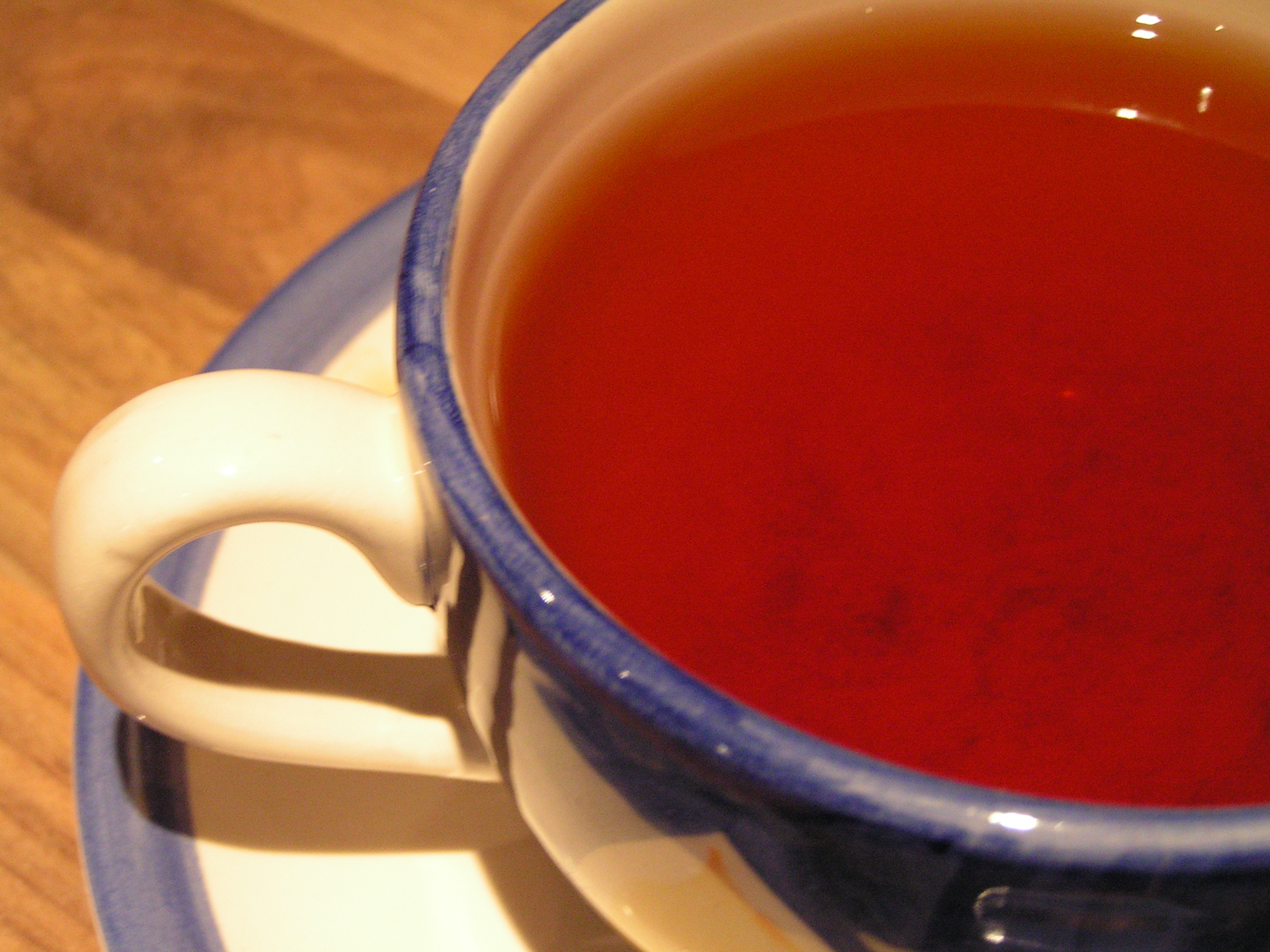
Une tasse d'Earl Grey.
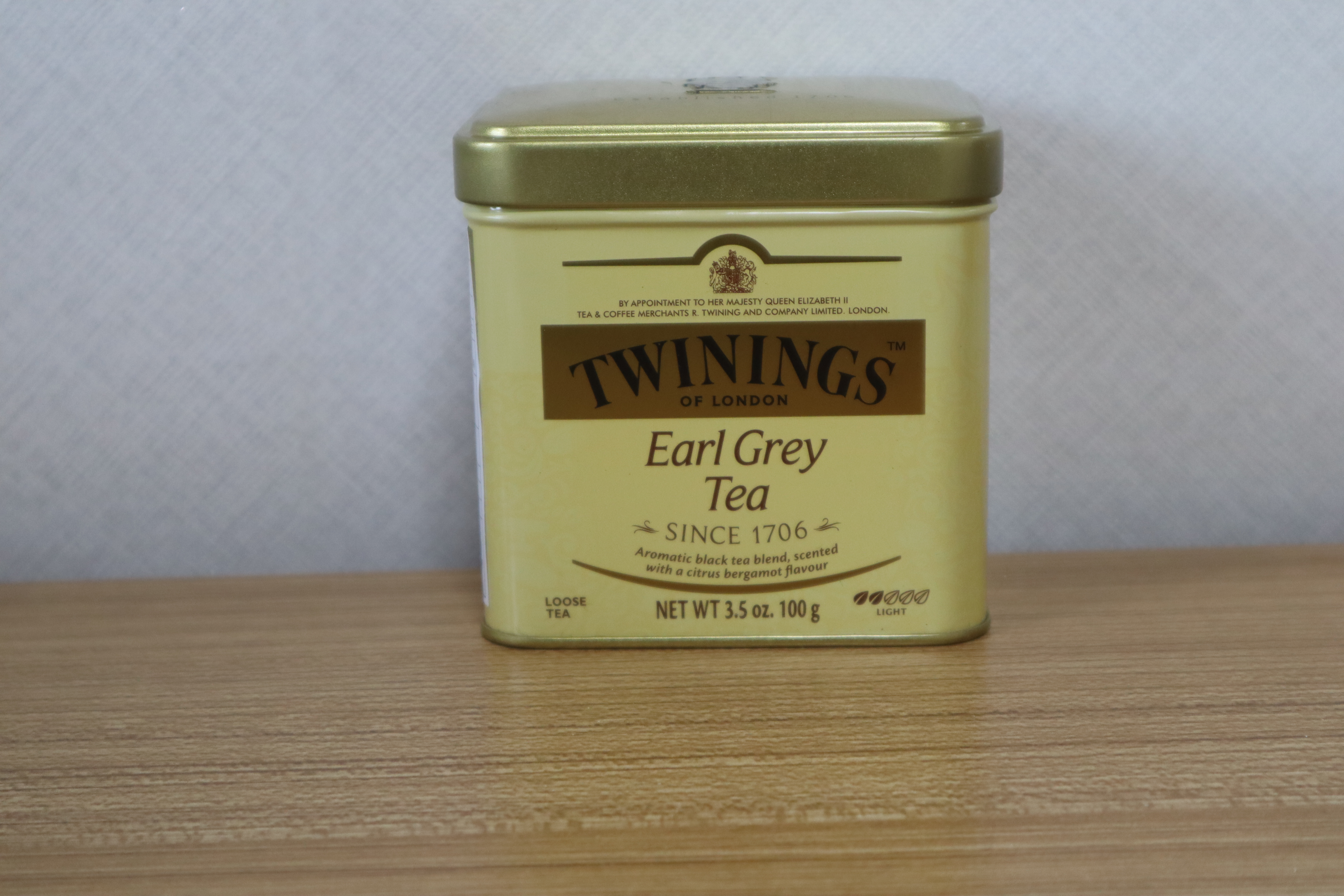
Boîte Twinings.